# Wikipédia en mindong
Wikipédia en mindong (en mindong : Bànguâpedia ou Mìng-dĕ̤ng-ngṳ̄ Wikipedia) est l’édition de Wikipédia en mindong (en anglais : Eastern Min), langue chinoise parlée dans la province du Fujian en Chine. L'édition est lancée en juillet 2006,,. Son code est : cdo.
Au 21 mars 2025, l'édition en mindong contient 16 647 articles et compte 23 127 contributeurs, dont 35 contributeurs actifs et 4 administrateurs.
L'autre édition en langue min est la Wikipédia en minnan qui compte 433 629 articles.

## Présentation
L'édition en mindong est écrit à l'origine en utilisant uniquement le foochow romanisé. Le 23 juin 2013, influencé par la création de la version en caractères chinois de la Wikipédia en hakka, la Wikipédia en mindong commence à mettre en place une page d'accueil en caractères chinois, et depuis lors, les caractères chinois sont progressivement apparus. Ce projet est également le deuxième projet de Wikipédia chinois à utiliser à la fois l'alphabet latin et les caractères chinois.

Aire de diffusion des langues chinoises.
Les dialectes des langues min (en vert).

## Statistiques
- Le 12 mars 2015, l'édition en mindong compte 2 563 articles et 8 925 utilisateurs enregistrés[4], ce qui en fait la 194e[5] édition linguistique de Wikipédia par le nombre d'articles et la 160e[6] par le nombre d'utilisateurs enregistrés, parmi les 287 éditions linguistiques actives.
- Le 16 octobre 2022, elle contient 15 567 articles et compte 19 175 contributeurs, dont 22 contributeurs actifs et 4 administrateurs.
- Le 24 septembre 2024, elle contient 16 550 articles et compte 22 446 contributeurs, dont 22 contributeurs actifs et 4 administrateurs.